# قافلة شريان الحياة 3
شريان الحياة 3، أو تحيا فلسطين - شريان الحياة لغزة 3 هي قافلة كانت تحمل مساعدات إنسانية لغزة فضلاً عن رسالة سياسية تضامنية. كانت بقيادة جورج غالاوي (سياسي من حزب الكرامة البريطاني) ومنظمة تحيا فلسطين الخيرية. سافرت القافلة من المملكة المتحدة إلى قطاع غزة خلال شتاء 2009-2010، حيث جمعت متطوعين وسيارات من دول أخرى على طول الطريق، ولا سيما تركيا، بفضل هيئة الإغاثة الإنسانية وحقوق الإنسان والحريات. وقد كان هدف القافلة -التي تكوّنت من 80 مركبة- كسر الحصار المفروض على غزة منذ عام 2007، بعدما تولت حماس السلطة في القطاع بعد فوزها في الانتخابات التشريعية الفلسطينية 2006.
في 24 ديسمبر 2009، قرّرت الخارجية المصرية منع القافلة الدخول من ميناء نويبع على البحر الأحمر، ووجوب توجهها إلى ميناء العريش على البحر المتوسط الذي خصصته الحكومة المصرية لاستقبال قوافل الإغاثة لقطاع غزة.
في 6 يناير 2010، أسفرت مواجهات بين الشرطة المصرية وناشطي القافلة إلى إطلاق نار على أحد حرس الحدود المصري من قبل مجهول. قامت السلطات المصرية بترحيل غالاوي وأعضاء آخرين من مصر وأعلنت أنه لن يُسمح لقوافل مماثلة بالمرور عبر البلاد في المستقبل.

## السفر إلى مصر
غادرت القافلة من لندن في 6 ديسمبر 2009. وصلت إلى ميناء العقبة الأردني وأمضت هناك خمسة أيام تتفاوض مع القنصل المصري للمرور عبر ميناء مصر على البحر الأحمر. وجاء في بيان صادر عن وزارة الإعلام المصرية أن جورج عالاوي أبلغ قبل مغادرة القافلة أن المجموعة اضطرت للسفر عبر ميناء العريش على البحر المتوسط. وبعد عدم الحصول على إذن، توجهت القافلة إلى ميناء اللاذقية السوري على البحر المتوسط ومن هناك إلى العريش.

## الاشتباك مع الشرطة المصرية
في 5 يناير 2010، اشتبك بعض أفراد القافلة مع الشرطة المصرية في العريش بعد اشتراط مصر أن تمر 59 سيارة - 33 سيارة سيدان تبرع بها وفد الولايات المتحدة - عبر إسرائيل في طريقها إلى قطاع غزة. وزعم غالاوي أن هذا الشرط يعد خرقًا لاتفاق سابق، بينما قال متحدث باسم وزارة الخارجية المصرية إنه لم يتم تضليل أحد وأن النشطاء ينسقون مع حماس لإثارة المشاكل.
بدأ الاشتباك في مبنى ميناء العريش، حيث حطم النشطاء بوابة أمنية، مما أدى إلى مشاجرة أخمدتها الشرطة المصرية بخراطيم المياه. وشوهد نشطاء ورجال شرطة يرشقون بعضهم بالحجارة. وبحسب مسؤول أمني مصري مجهول، فقد قام النشطاء بإغلاق بوابات الميناء بالشاحنات، وأحرقوا الإطارات، وألقوا القبض لفترة وجيزة على ضابط شرطة وأربعة من رجاله، مما أدى إلى إصابتهم. وأصيب العشرات من المتظاهرين والشرطة. تم القبض على سبعة من أعضاء القافلة وأمروا باعتقالهم مرة أخرى إذا عادوا إلى مصر.

## أعمال شغب على حدود غزة
في 6 يناير 2010، نظمت حماس احتجاجًا على الحدود بين غزة ومصر على تأخير وصول القافلة. وألقى المئات من الموالين لحماس الحجارة وزجاجات المولوتوف على حرس الحدود المصريين وحاول بعضهم تسلق السياج الحدودي. قُتل أحد حرس الحدود المصري (من غير مؤكد)، وأصيب 10 فلسطينيين، بعضهم في حالة خطيرة، إثر إطلاق نار على جانبي الحدود.
انتقدت مساجد في أنحاء مصر حماس بسبب مقتل الجندي المصري خلال صلاة الجمعة في 8 يناير. وذكرت صحيفة القدس العربي ومقرها لندن أن معظم المساجد التي تعمل تحت إشراف وزارة الأوقاف المصرية والبالغ عددها 140 ألف مسجد شاركت في الانتقادات. كما شن مسؤولون حكوميون مصريون وكتاب أعمدة إعلاميون هجوماً لاذعاً على حماس.
وقال المتحدث باسم حماس، سامي أبو زهري، إن الجندي المصري قتل بطريق الخطأ برصاص جنود مصريين فتحوا النار على مجموعة من الشبان الفلسطينيين كانوا يتظاهرون بالقرب من الحدود.

## الترحيل من مصر
في 8 يناير 2010، تم ترحيل جورج غالاوي من مصر، وأعلن أنه "شخص غير مرحب به" ومُنع بشكل دائم من البلاد.
أصدرت وزارة الخارجية المصرية بيانا جاء فيه: "يعتبر جورج غالاوي شخصا غير مرحب به ولن يُسمح له بدخول مصر مرة أخرى". وصرّح وزير الخارجية المصري أحمد أبو الغيط أن "عناصر القافلة ارتكبوا أعمالا عدائية، وحتى إجرامية، على الأراضي المصرية"، وأعلن أن "مصر لن تسمح بعد الآن للقوافل أيا كان مصدرها أو من ينظمها من عبور أراضيها".
بعد فترة وجيزة من ترحيله، قال غالاوي: "إنها وسام شرف أن يتم ترحيلك من قبل ديكتاتورية". وقال أيضا: "أتمنى أن يكون لمصر وبريطانيا قادة مثل رئيس الوزراء التركي أردوغان".

## الوصول إلى غزة
دخلت القافلة قطاع غزة في وقت متأخر من يوم الجمعة 6 يناير 2010. غادر معظم أعضاء القافلة صباح الأحد بعد مغادرة غالاوي في الليلة السابقة.

## روابط خارجية
- كواليس رحلة شريان الحياة إلى غزة على الجزيرة.نت
- تحيا فلسطين